# Will Greenwood
Pour les articles homonymes, voir Greenwood.

a Compétitions nationales et continentales officielles uniquement.

b Matchs officiels uniquement.
Dernière mise à jour le 25 octobre 2009.
William John Heaton Greenwood, connu sous le nom de Will Greenwood, est né le 20 octobre 1972 à Blackburn (Angleterre). C'est un joueur de rugby à XV, qui joue avec l'équipe d'Angleterre de 1997 à 2004 et avec le club des Harlequins, évoluant au poste de trois-quarts centre.
Son père, Dick Greenwood est joueur et entraîneur de l'équipe d'Angleterre.

## Carrière

### En club
En junior, il porte brièvement le maillot des Preston Grasshoppers.
Après avoir débuté avec les Harlequins (1994-1996), il rejoint le club des Leicester Tigers (1996-2000).
Depuis 2000, de retour chez les Harlequins, il joue en Challenge européen et dans le Championnat d'Angleterre.

### En équipe nationale
Il honore sa première cape internationale le 15 novembre 1997, à l’occasion d’un match contre l'équipe d'Australie.
Greenwood remporte la Coupe du monde 2003 (6 matchs disputés) et participe à celle de 1999 (4 matchs).
Avec 31 essais marqués avec l'équipe d'Angleterre, il est, pendant un temps, le deuxième meilleur marqueur derrière Rory Underwood.
Greenwood joue deux test matchs avec les Lions britanniques en 2005. Il avait auparavant participé à deux tournées des Lions en 1997 et 2001.

## Palmarès

### En club
- Champion d'Angleterre : 1999, 2000
- Vainqueur de la Coupe d'Angleterre : 1997
- Finaliste de la Coupe d'Europe : 1997
- Vainqueur du Challenge européen : 2001 et 2004

### En équipe nationale
Will Greenwood participe à deux coupes du monde, avec un titre de champion du monde 2003 et une place de quart de finaliste en 1999. Il remporte également deux tournois en 2001 et 2003, le dernier en réussissant à réaliser le Grand Chelem.

#### Coupe du monde
| Édition          | Rang               | Résultats Angleterre | Résultats W. Greenwood | Matchs W. Greenwood |
| Royaume-Uni 1999 | Quart de finaliste | 3 v, 0 n, 2 d        | 3 v, 0 n, 1 d          | 4/5                 |
| Australie 2003   | Champion du monde  | 7 v, 0 n, 0 d        | 6 v, 0 n, 0 d          | 6/7                 |

Légende : v = victoire ; n = match nul ; d = défaite.

#### Tournoi des Cinq/Six Nations
| Édition                       | Rang | Résultats Angleterre | Résultats W. Greenwood | Matchs W. Greenwood |
| Tournoi des Cinq Nations 1998 | 2    | 3 v, 0 n, 1 d        | 3 v, 0 n, 1 d          | 4/4                 |
| Tournoi des Six Nations 2001  | 1    | 4 v, 0 n, 1 d        | 4 v, 0 n, 1 d          | 5/5                 |
| Tournoi des Six Nations 2002  | 2    | 4 v, 0 n, 1 d        | 4 v, 0 n, 1 d          | 5/5                 |
| Tournoi des Six Nations 2003  | 1    | 5 v, 0 n, 0 d        | 5 v, 0 n, 0 d          | 5/5                 |
| Tournoi des Six Nations 2004  | 3    | 3 v, 0 n, 2 d        | 3 v, 0 n, 2 d          | 5/5                 |

Légende : v = victoire ; n = match nul ; d = défaite ; la ligne est en gras quand il y a Grand Chelem.

## Statistiques

### En équipe nationale
En neuf années, Will Greenwood dispute 55 matchs avec l'équipe d'Angleterre au cours desquels il marque 31 essais (155 points). Il participe notamment à cinq tournois des cinq/six nations et à deux coupes du monde (1999 et 2003) pour un total de dix rencontres disputées en deux participations,. 

### Avec les Lions britanniques
Will Greenwood participe à trois tournées avec l'équipe des Lions britanniques et irlandais, en 1997, 2001 et 2005, durant lesquelles il dispute quinze rencontres. En particulier, il dispute deux test matchs contre la Nouvelle-Zélande en 2005.